# Lissodynerus pallidus
Lissodynerus pallidus är en stekelart som beskrevs av Giordani Soika 1995. Lissodynerus pallidus ingår i släktet Lissodynerus och familjen Eumenidae. Inga underarter finns listade i Catalogue of Life.